# Macrolycus bowringi
Macrolycus bowringi là một loài bọ cánh cứng trong họ Lycidae. Loài này được C. O. Waterhouse miêu tả khoa học năm 1878.